# Akurey

Kaart met plaatsnamen in de buurt van Reykjavík, met Akurey in het noorden.

Akurey is een klein onbewoond eiland in  Kollafjörður, voor de kust van Reykjavik, IJsland. Het is niet bekend of het eiland ooit bewoond is geweest. De vroegste bronnen dateren uit 1379 toen het toebehoorde aan de Víkurkirkja, een voormalige kerk in Reykjavik. Indertijd werd het gebruikt voor het verbouwen van graan. Reykjavik kocht het eiland in 1969 en verhuurde het vervolgens. In 1978 werd het alsnog opgenomen in de gemeente Reykjavik. Akurey behoort echter tot geen van de tien stadsdelen van Reykjavik, maar tot de Græni Trefillinn ('de groene gordel', het achterland van de stad).
Het eiland is 780 meter lang en tot 200 meter breed (in het noorden). De totale oppervlakte is 11,5 hectare. De zeestraat tussen Akurey en Örfirisey is bij vloed slechts 0,8 meter diep en daardoor gevaarlijk om op te zeilen. Het is laagland en grasrijk, en er broeden verschillende soorten zeevogels, zoals papegaaiduikers, meeuwen, eidereenden en zeekoeten. Met ongeveer 15.000 paren is de papegaaiduiker verreweg de meest voorkomende vogelsoort op Akurey.
Sinds 2019 wordt Akurey beschermd en is daarmee het eerste natuurreservaat binnen de stadsgrenzen van Reykjavik.